# Distrito de Huaros

Provincia de Canta en el Departamento de Lima, Perú

El distrito de Huaros es uno de los siete que conforman la provincia de Canta, ubicada en el departamento de Lima en el Perú.
Dentro de la organización de la Iglesia católica, pertenece a la diócesis de Huacho

## Toponimia
El nombre proviene de *waru-ş, donde waru es una palabra aimara arcaica que significa 'andén' y -ş es un sufijo atributivo quechua, también arcaico, equivalente en significado a la frase '(con) calidad de, propensión hacia, abundante en'. En conjunto, el topónimo significaría 'andenería'.

## Historia
El distrito de Huaros fue creado mediante la Ley 10151 de fecha 30 de diciembre de 1944, en el primer gobierno del Presidente Manuel Prado Ugarteche.

## Geografía
Tiene una superficie de 333,45 km² y una población de 921 personas según el censo de 2007. Su capital es el pueblo de Huaros ubicado sobre la margen derecha del río Chillón, en S 11°24′21″ O 76º34'34" y a 3 583 m s. n. m.
El distrito de Huaros posee tres anexos: Cullhuay, Huacos y Acochaca ubicados en distintos pisos ecológicos. De las escasas tierras de cultivo que poseen, el 95% está conformado por un conjunto de terrazas construidas en época prehispánica, pero ahora están muy deterioradas debido a la constante erosión. 
Aun así esta población depende de la agricultura, donde se produce básicamente papas (Solanum Tuberosum), oca (Oxalis tuberosa), olluco (Ullucos tuberosus) y haba (Vicia fava), con permanente problema de escasez de agua; complementan esta actividad con la ganadería, la crianza de vacunos, ovinos y camélidos; en la actualidad poseen una piscifactoría de truchas comunal.

## Autoridades

### Municipales
- 2015-2018
  - Alcalde: Arturo Oscar Paredes Salcedo, del Movimiento Patria Joven.
  - Regidores:

  1. Juan Marciano Olivares Muñoz (Patria Joven)
  2. Melciades Yven Otarola Soto (Patria Joven)
  3. Luis Enrique Huaman Meza (Patria Joven)
  4. Gisela Margot Cubas Rantes (Patria Joven)
  5. Rosario Marilu Delgado Llacsa (Fuerza Regional)
- 2011-2014[4]
  - Alcalde: Arturo Oscar Paredes Salcedo, Movimiento Patria Joven (PJ).[5]
  - Regidores: Jacinta Rocella Mosquito Cajavilca (PJ), Julio Tiberio Lagos León (PJ), Ernesto Noe Otarola Cubas (PJ), Roland Álvaro Zevallos Soto (PJ), Samuel Primitivo Carhuayal Soto

(Siempre Unidos)

### Policiales
- Comisaría  
  - Comisario: Mayor PNP  .

## Educación

### Instituciones educativas
- Cuna Rayito de Luz
- I.E.I. N.º 405 (Inicial)
- I.E. N.º 20286 "DIGNO MAESTRO" (Primaria y Secundaria)

## Atractivos turísticos
Posee dos sitios arqueológicos denominados Huishco y Aynas. 
Huishco se ubica a 4 050 m s. n. m., sobre la cumbre de una formación rocosa alargada, al noroeste del poblado de Huaros mientras que Aynas está situado al noreste del mismo poblado, sobre un gran promontorio, al pie del cerro Chullahuani a 3 650 m s. n. m. Estos dos sitios arqueológicos corresponden al Período Intermedio Tardío (siglo XI d. C.), pero también incluyen rasgos arquitectónicos de la ocupación Inca.

## Fiestas tradicionales
- San Pedro de Huacos, 29 de junio
- Patrón Santiago Apóstol, 25 de julio
- Señor de los Milagros, 8 de octubre
- limpia acequia del canal de Milpo y las cruz de HUISHCO / JINCHE, el tercer lunes de noviembre